# Березин, Илья Николаевич
Илья́ Никола́евич Бере́зин (1818—1896) — российский востоковед (тюрколог, иранист, монголист), заслуженный профессор Петербургского университета кафедры турецко-татарской словесности, тайный советник.

## Биография
Родился 20 июля (1 августа) 1818 года в посёлке Юговских Казённых заводах Пермского уезда Пермской губернии (ныне — посёлок Юг Пермского района Пермского края) в семье коллежского секретаря. После домашнего воспитания, далее первоначальное образование получил в уездном училище в Екатеринбурге, откуда был переведён ревизором профессором Г. С. Суровцевым в Пермскую гимназию на казённое содержание.

### В Казанском университете
По окончании курса в гимназии поступил в Казанский университет (1837) по отделу восточной словесности, который окончил кандидатом, ещё не достигнув 19 лет. В университете он усердно занимался арабско-персидским языком под руководством профессора Ф. И. Эрдмана.
По окончании курса в 1837 году со степенью кандидата по восточному отделению историко-филологического факультета был оставлен для подготовки к профессорской кафедре, после чего совершает поездку в Астрахань для близкого знакомства с бытом персиян и татар, а по возвращении в Казань защитил свою диссертацию на тему: «Что способствует развитию просвещения и останавливает ход его в державах магометанских».
В 1841 году получил степень магистра восточной словесности.
В 1842 году И. Н. Березин по плану и указаниям профессора А. К. Казембека был отправлен вместе с В. Ф. Диттелем в учёное путешествие на три года по Дагестану и Закавказью, Аравии, Турции, Персии и Египту, где занимался изучением языков, исследовал современный быт народов, литературу и древности восточных государств.
Отчёты о его занятиях на Востоке за это время были напечатаны в «Учёных записках» Казанского университета за 1845—1846 гг.
Вернувшись в Казань, Березин с 19 марта 1846 года занимает должность профессора на кафедре турецкого языка. За девятилетний период работы им был написан целый ряд ученых трактатов и статей на русском и французском языках.
В 2-томной «Библиотеке восточных историков» (1850—1851) Березин опубликовал классические труды «Шейбани-намэ» и «Джами-эт-Теварих».

### В Петербургском университете
Когда в начале Крымской войны, в 1855 году, был открыт факультет восточных языков при Петербургском университете, — Березин, вместе с А. В. Поповым и В. П. Васильевым, был приглашён на должность ординарного профессора на кафедру турецко-татарской словесности. В 1870—1873 годах он занимал пост декана факультета, а с 1871 года являлся заслуженным профессором. 30 августа 1863 года Березин был произведён в действительные статские советники, а 1 января 1885 года — в тайные советники.
С переездом в Петербург Илья Николаевич принял непосредственное участие в журнальной литературе, активно снабжая её популярными статьями о Востоке, преимущественно «Очерками» из своего путешествия в 1842—1845 годах. В 1858 году он женился — на дочери коллежского советника Елизавете Карловне Росциус; 28 декабря 1861 года у них родился сын Константин.
Кроме «Очерков», он поместил также много рецензий и больших критических статей на сочинения, касающиеся Востока, главным образом в «Трудах» Восточного отделения Императорского Русского археологического общества, «Журнале Министерства народного просвещения», «Вестнике Европы», «Отечественных записках» и прочих.
В 1864 году Березин защитил диссертацию «Очерк внутреннего устройства улуса Джучиева», представленную им для соискания степени доктора восточной словесности. В 1872—1879 гг. Березин предпринял издание 16-томного «Русского энциклопедического словаря». В 1883—1884 гг. выпустил в свет два тома «Нового энциклопедического словаря», который хотел сделать по цене и краткости общедоступным.
Скончался 22 марта (3 апреля) 1896 года в Петербурге. Похоронен на Новодевичьем кладбище (Верхняя полоса, между дор. 19 и 20).

## Награды
- Орден Святого Станислава 2-й степени (1856).
- Орден Святой Анны 2-й степени с императорской короной (1867).
- Орден Святого Владимира 3-й степени (1871).
- Орден Святого Станислава 1-й степени (1874).
- Орден Святой Анны 1-й степени (1878).
- Персидский орден Льва и Солнца 2-й степени (1863).

## Публикации

### В Казани
- Турецкая грамматика (1847)
- Описание турецко-татарских рукописей, хранящихся в петербургских библиотеках (1846—1849)
- Système des dialectes Turcs (1849)
- Путешествие по Дагестану и Закавказью (1850)
- Библиотека восточных историков (1850—1851, 2 тома)
- Ханские ярлыки (1850—1852)
- Путешествия по Востоку (1849—1852, 2 тома)
- Библиотека восточных турков (1849—1854, 3 тома)
- Путешествие по Северной Персии (1852)
- Recherches sur les dialectes persans (1853)
- Грамматика персидского языка (1853)
- Монография Булгар на Волге (1853)
- О нашествии Батыя на Россию (1853)
- Catalogue des mémoires et des médailles du cabinet numismatique de l’université de Casan (1855)

### В Петербурге
- Народные пословицы турецкого племени (1856)
- Guide du voyageur en Orient. Dialogues arabes d’après trois principaux dialectes: de Mésopotamie, de Syrie et d’Egypte (1857)
- Сборник восточных летописей (1858—1869, 6 томов)
- Внутреннее устройство улуса Джучиева по ханским ярлыкам, докторская диссертация (1865)
- Турецкая хрестоматия (1857—1878, 3 тома)

Вместе с этими отдельно изданными трудами И. Н. Березин поместил множество статей о Востоке в разных периодических изданиях. Особенно яркие его очерки появились в «Московских Ведомостях», а также в «Русском Вестнике», где были напечатаны статьи:
- Рамазан в Стамбуле (1856)
- Бейрам (1856)
- Сцены в пустыне (1856, 1858, 1860)
- Иной мир (1857)
- Блаженство мусульманина (1867)

В числе последних работ И. H. Березина видное место занимает «Русский энциклопедический словарь» (1873—1882, 16 томов).

## Семья
Женился 8 января 1858 года на дочери коллежского советника Елизавете Карловне Росциус. Их дети:
- Константин (28.12.1861—?)
- Елизавета (?—?); 22 апреля 1892 года вышла замуж за титулярного советника Александра Александровича Павлова